# Lata 1610–1619
Lata 1610–1619
Stulecia: XVI wiek ~ XVII wiek ~ XVIII wiek
Dziesięciolecia: 1560–1569 « 1570–1579 « 1580–1589 « 1590–1599 « 1600–1609 « 1610–1619 » 1620–1629 » 1630–1639 » 1640–1649 » 1650–1659 » 1660–1669
Lata: 1610 • 1611 • 1612 • 1613 • 1614 • 1615 • 1616 • 1617 • 1618 • 1619

## Wydarzenia w Polsce
- 1610 – zwycięstwo hetmana Stanisława Żółkiewskiego pod Kłuszynem nad wojskami moskiewskimi – wojna polsko-rosyjska 1609–1618.
- 1611 – wzięty do niewoli car Wasyl IV Szujski ukorzył się przed Zygmuntem III w Warszawie.
- 1611 – rozejm w wojnie polsko-szwedzkiej.
- 1611 – hołd elektora brandenburskiego Jana Zygmunta Hohenzollerna złożony Zygmuntowi III Wazie, potwierdzający prawo Jana Zygmunta do opieki nad księciem pruskim Albrecht Fryderyk Hohenzollern, (co w przyszłości ułatwiło połączenie w jednym ręku władzy nad Brandenburgią i Prusami).
- 1612 – klęska wojsk polskich Stefana Potockiego w bitwie z Turkami i Tatarami pod Sasowym Rogiem.

## Wydarzenia na świecie
- 1610 – król Francji i Nawarry, Henryk IV Burbon, został zabity przez fanatyka religijnego, François Ravaillaca.
- 1610 – śmierć Dymitra Samozwańca II (dymitriady).
- 1611 – w Niżnym Nowogrodzie doszło do wybuchu powstania zbrojnego kierowanego przez kupca Kuźmę Minina i księcia Dymitra Pożarskiego przeciwko polskiej interwencji.
- 1611 – początek wojny kalmarskiej.
- 1612 – kapitulacja polskiej załogi na Kremlu w Moskwie, zwycięstwo powstańców Minina i Pożarskiego.
- 1613 – koronacja Michała I Romanowa na cara Rosji, koniec wielkiej smuty, początek panowania dynastii Romanowów.
- 1613 – pożar londyńskiego teatru „The Globe”
- 1614 – założono kolonię holenderską w Ameryce Północnej u ujścia Rzeki Hudsona, zwaną Nową Holandią.
- 1614 – założenie Tirany.
- od 1618 – wojna trzydziestoletnia: II defenestracja praska (1618), oblężenie Pilzna (1618), bitwa pod Humiennem (1619).

## Osoby

### Polscy politycy
- Zygmunt III Waza
- Stanisław Żółkiewski

### Politycy zagraniczni
- Abbas I Wielki, szach Persji
- Ahmed I, sułtan Imperium Osmańskiego
- Albrecht Fryderyk Hohenzollern
- Axel Oxenstierna, szwedzki kanclerz, najbliższy współpracownik Gustawa II Adolfa
- Chrystian IV Oldenburg, król Danii i Norwegii
- Ferdynand II Habsburg, król Czech i Węgier, cesarz
- Filip III Habsburg, król Hiszpanii i Portugalii
- Francisco Gómez de Sandoval y Rojas, książę Lerma, faworyt Filipa III i pierwszy valido, wicekról Portugalii, kardynał
- Gustaw II Adolf, król Szwecji
- Jan Zygmunt Hohenzollern, elektor brandenburski, regent księstwa pruskiego, książę pruski
- Jakub I Stuart, król Anglii i Szkocji
- Maciej Habsburg, król Węgier, arcyksiążę Austrii, król Czech, cesarz
- Maria Medycejska, matka Ludwika XIII, regentka w okresie jego małoletniości
- Maurycy Orański, stadtholder Niderlandów
- Michał I Romanow, car Rosji
- Paweł V, papież